# Barre des Écrins
La Barre des Écrins (4.102 m) es una montaña en los Alpes franceses, el punto más alto del macizo des Écrins. Forma parte de los Alpes del Delfinado. Es el cuatromil alpino más occidental y más meridional y el único enteramente en territorio francés entre los departamentos de Isère y de los Altos Alpes, en la localidad de Pelvoux.
La Barre des Écrins está acompañada por otras dos cimas vecinas:
- Dôme de neige des Écrins - 4.015 m - separado de la Barre por la llamada Brèche Lory;
- Pic Lory - 4.086 m - el cual se considera normalmente como la antecima de la misma Barre.

Consiguientemente el Dôme, a diferencia del Pic, se ve como una cima separada y se ha incluido en la lista oficial de los 4.000 de los Alpes.

## Características
Según la clasificación SOIUSA, el Barre des Écrins pertenece:
- Gran parte: Alpes occidentales
- Gran sector: Alpes del sudoeste
- Sección: Alpes del Delfinado
- Subsección: Macizo des Écrins
- Supergrupo: Cadena Écrins-Grande Ruine-Agneaux
- Grupo: Grupo des Écrins
- Código: I/A-5.III-A.5

La Barre des Écrins queda por encima de la divisoria de los valles de los ríos Durance e Isère. Esta divisoria pasa 250 metros al oeste de la cumbre, a lo largo de la cresta que lleva a la cumbre del vecino Dôme de Neige (4.015 m). La cima constituye el punto culminante de una dorsal secundaria que se aparta de la dorsal primaria que separa el valle del Vénéon del valle de Ailefroide.
La dorsal primaria corre en dirección cerca Norte-Sur de la Meije, rodeando por el este el valle de los Étançons, para luego doblarse hacia el este alcanzando la Roche Faurio; desde aquí desciende al Col des Écrins, de donde sube hacia el sur-sudoeste hasta el Dôme de neige des Écrins, donde dobla ligeramente hacia el sureste hasta el Pic Lory, anticima de la Barre des Écrins propiamente dicha. Del Pic Lory la dorsal prosigue en dirección sur hacia el Col des Avalanches, se sube a la punta de Le Fifre, vuelve a bajar al Col du Fifre y sube al Pic Coolidge, nudo del que partes varias dorsales.
Del Pic Lory parte la dorsal secundaria que culmina en la Barre des Écrins, que dista a poco menos de 200 m del Pic Lory en dirección este. De la cima, la dorsal dobla en dirección norte-este descendiendo hasta la Brèche des Écrins, luego sube a la Barre Noire, donde dobla ligeramente hacia el este y prosigue, entre collados y sucesivos picos, hasta alcanzar la Pointe du Serre Soubeyran, de donde baja al glaciar Blanc.
Las dos caras de la dorsal dominan dos glaciares. La vertiente norte desciende sobre el glaciar Blanc, que desciende en dirección noreste hasta la Pointe du Serre Soubeyran, donde dobla en ángulo recto sudeste, rodeando esta última montaña. La cara sur domina en su lugar el glaciar negro, que desciende en dirección aproximada oeste-este hasta encontrar el valle principal a los pies del salto rocoso que delimita el glaciar blanco. El glaciar blanco se pone una cuña en el anfiteatro formado por Dôme de neige, Pic Lory y Barre, saliendo hasta la cresta; la vertiente meridional es en lugar de ello principalmente rocosa, salvo la presencia del Glacier des Barres, que del glaciar negro sube hasta casi la Barre Noire, y a otros pequeños glaciares secundarios.
Desde el punto de vista geológico, la parte de la cumbre está constituida por cloritoscistos; el macizo está formado esencialmente por gneiss y esquistos de diversa composición y diverso grado metamórfico.

## Ascensiones

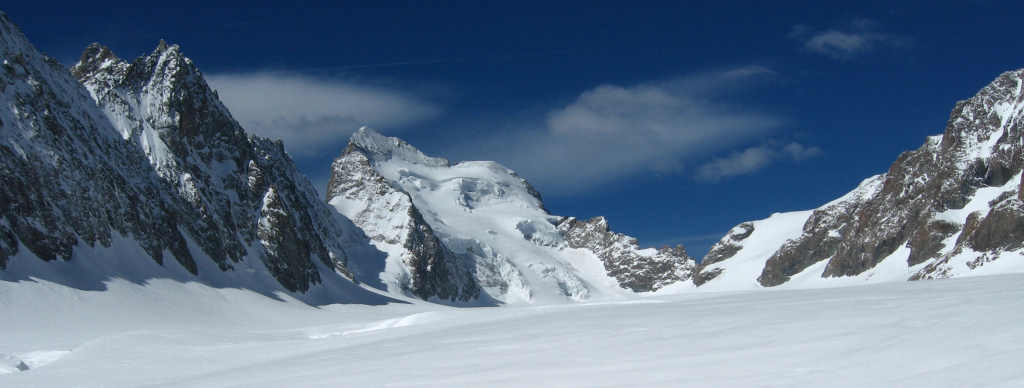
La Barre des Écrins y el Glaciar Blanco.

### Primera ascensión
El primer ascenso a la cima se hizo el 25 de junio de 1864 por A. W. Moore, Horace Walker y Edward Whymper con los guías Michel Croz, Christian Almer padre e hijo. El grupo partió de La Bérarde el 24 de junio, y pernoctó sobre el glaciar de la Bonne Pierre poco más abajo del Col des Écrins; el día después, pasado el collado, salieron de nuevo a la parte de la cumbre del glaciar Blanc, alcanzando la cresta al nor-este de la cima; subiendo por la arista se alcanza la cumbre. Siguieron luego por la cresta en dirección oeste, para después descender sobre el glaciar, volviendo al Col des Écrins, para descender al final por el glaciar blanco hacia Ailefroide.

### Vía normal
La Barre des Écrins se sube tradicionalmente a partir del fondo del valle de Ailefrode, en el municipio de Pelvouc. Alcanzada la localidad de Pré de Madame Carle (1874 m), se sale primero del refugio del glaciar Blanc (2.542 m) y luego al Refugio des Écrins (3175 m). La ruta normal asciende toda la longitud del glaciar Blanc. Es una ruta muy frecuentada, porque es la vía usual al Dôme de Neige, una de las montañas de cuatro mil metros más fáciles de escalar en los Alpes. Después del refugio des Écrins, se sube por la ladera norte casi hasta el collado Brèche Lory (3.974 m), donde las rutas al Dôme y a la Barre se separan. El ascenso a la Barre sigue por una arista rocosa todo recto hasta la cima. La dificultad se valora en PD, con pasajes sobre roca hasta un grado III.

## Observaciones
La Barre des Écrins es visible desde la zona de los Prealpes lombardos en días particularmente claros, siendo por lo general difícilmente reconocible.